# Vivinal GOS
Vivinal GOS là một loại chất xơ tự nhiên thuộc nhóm Galacto-Oligosaccharide, có nhiều trong sữa mẹ và sữa bò. Vivinal GOS giúp cơ thể người hấp thu các dưỡng chất tốt hơn nhờ 3 cơ chế sau đây:
- Tăng diện tích tiếp xúc giữa màng ruột và dưỡng chất: Màng ruột với các sợi lông nhỏ (vi nhung mao) là tấm màng lọc mà các chất dinh dưỡng phải đi qua đó mới vào được máu đi nuôi cơ thể. Chính vì thế việc tăng diện tích tiếp xúc giữa màng lọc và chất dinh dưỡng sẽ giúp hấp thu nhiều dưỡng chất hơn, ngăn ngừa việc dưỡng chất bị giữ lại bên ngoài màng lọc và thải ra ngoài. Với đặc tính của một prebiotic, Vivinal GOS kích thích sự tăng trưởng của các vi nhung mao ruột, giúp tăng diện tích tiếp xúc với các chất dinh dưỡng tại ruột non, từ đó các chất được hấp thu nhiều hơn.
- Tăng cường sức khỏe đường ruột: Vivinal GOS cung cấp thức ăn và tạo ra môi trường thuận lợi để hệ vi sinh đường ruột hoạt động tốt, đảm bảo sức khỏe đường ruột, giúp việc tiêu hóa và hấp thu tốt hơn.
- Hòa tan khoáng chất: Với đặc tính sinh hóa đặc biệt, Vivinal GOS tạo môi trường pH thấp tại ruột giúp các khoáng chất được hòa tan và dễ dàng hấp thu qua màng ruột.